# Peter Fleming (pisarz)
Peter Fleming (ur. 31 maja 1907, Mayfair – zm. 18 sierpnia 1971, Bridge of Orchy) – brytyjski dziennikarz, pisarz i podróżnik.

## Życiorys
Jego ojcem był Valentine Fleming, adwokat i poseł do Izby Gmin z okręgu Henley (1910–1917), a młodszym bratem Ian Fleming – twórca postaci Jamesa Bonda.
Uczęszczał do Eton i Christ Church w Oksfordzie. Pracował jako redaktor literacki w piśmie The Spectator i korespondent The Times. Był także autorem popularny książek poświęconych podróżom, m.in. do Brazylii (1933) czy Chin (1934). W 1935 roku poślubił aktorkę Celię Johnson.
W 1939 wstąpił do wojska i w następnym roku służył w Norwegii, a w 1941 w Grecji oraz Birmie. W tym ostatnim kraju kierował operacjami dywersyjnymi. W 1945 odznaczony Orderem Imperium Brytyjskiego. Po wojnie osiadł w Nettlebed w Chiltern Hills, pisał dla The Times i The Spectator, m.in. pod pseudonimem Strix. Wydał również cztery książki historyczne, poświęcone niedoszłej inwazji na Wielką Brytanię w 1940 roku, ekspedycji Younghusbanda do Lhasy, oblężeniu Pekinu podczas powstania bokserów i przywódcy białych Rosjan adm. Aleksandrowi Kołczakowi.
Zmarł w 1971 roku, podczas wyprawy do Szkocji.